# Оле Сетер
Оле Сетер (норв. Ole Sæther; 23 січня 1870, Стейнк'єр — 13 жовтня 1946) — норвезький стрілець, чемпіон і призер Літніх Олімпійських ігор.
Сетер взяв участь в трьох Олімпійських іграх. На Літніх Олімпійських іграх 1900 в Парижі він взяв участь у змаганнях зі стрільби з гвинтівки. У стрільбі стоячи він посів 12-те місце з 293 балами, у стрільбі з коліна зайняв 18-ту позицію з 298 балами і у стрільбі лежачи — 22-ге місце з 287 балами. У стрільбі з трьох положень, в якій всі зібрані бали сумувались, Фрюденлунд став 20-тим. В командному змаганні його збірна посіла друге місце, отримала срібні медалі.
На наступних іграх 1908 в Лондоні Сетер став чемпіоном в командному змаганні зі стрільби з гвинтівки і бронзовим призером у стрільбі з гвинтівки. Він входив до команди зі стрільбі з армійської гвинтівки, в той час його команда зайняла шосте місце.
Через чотири роки на Літніх Олімпійських іграх 1912 в Стокгольмі Сетер отримав срібну медаль в змаганнях зі стрільби з гвинтівки серед команд. Також він брав участь в змаганні по стрільбі з армійської гвинтівки з трьох положень на 300 метрів і на 600 метрів. В першій категорії, він зайняв 9-те місце, а в другій — шосте.